# Воля-Ожешовська
Воля-Ожешовська (пол. Wola Orzeszowska) — село в Польщі, у гміні Медзна Венґровського повіту Мазовецького воєводства. Населення — 273 особи (2011).
У 1975—1998 роках село належало до Седлецького воєводства.

## Демографія
Демографічна структура станом на 31 березня 2011 року:
|          | Загалом | Допрацездатний вік | Працездатний вік | Постпрацездатний вік |
| -------- | ------- | ------------------ | ---------------- | -------------------- |
| Чоловіки | 123     | 25                 | 88               | 10                   |
| Жінки    | 150     | 32                 | 88               | 30                   |
| Разом    | 273     | 57                 | 176              | 40                   |